# Banda de Cornetas y Tambores del Real Cuerpo de Bomberos

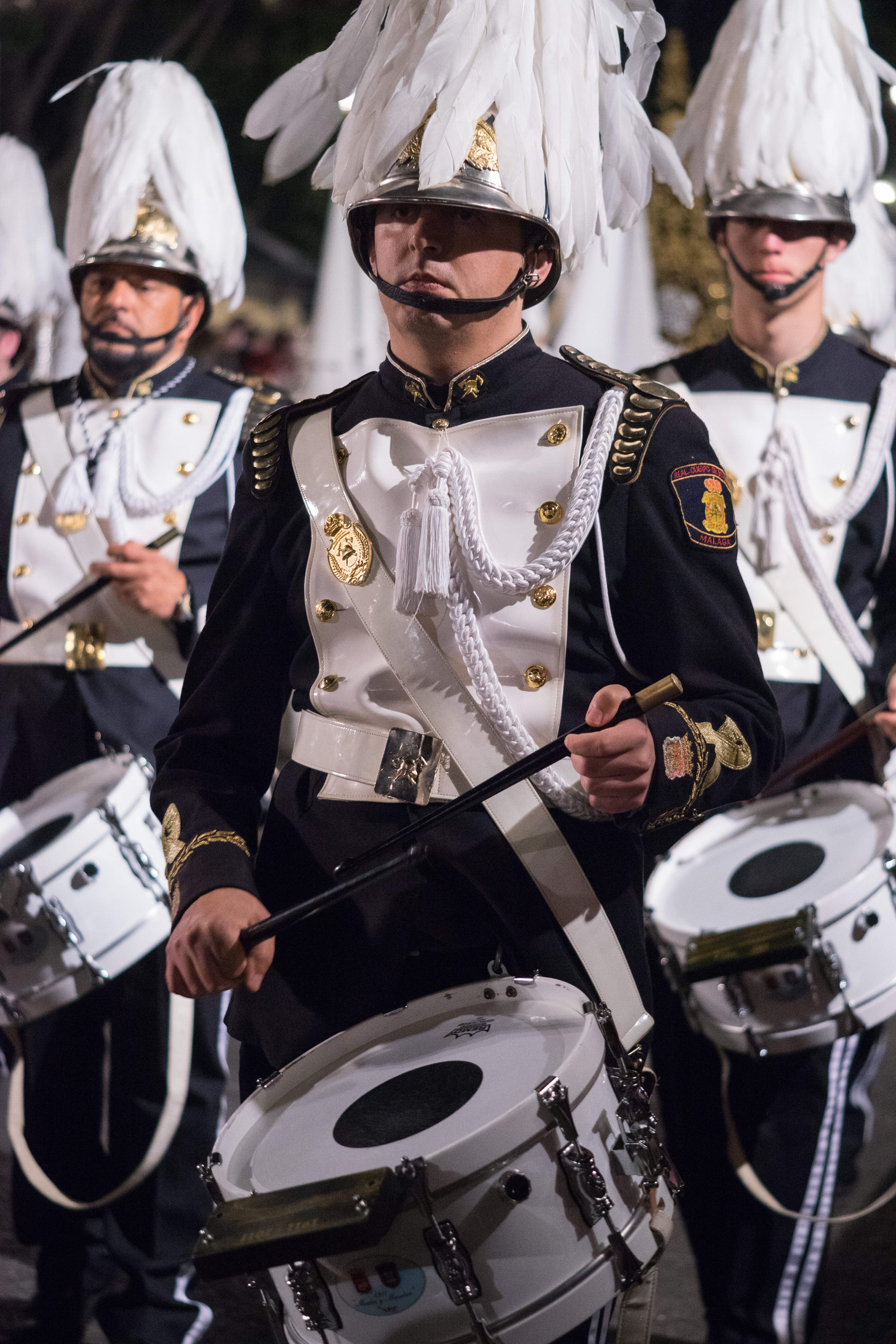
Miembros de la banda

La Banda de Cornetas y Tambores del Real Cuerpo de Bomberos es una banda musical de la ciudad andaluza de Málaga, creada en 1911, siendo la pionera de este tipo de bandas en toda Andalucía y España. Actualmente está dirigida por José Luis Gil.

## Historia
Fue fundada por el comandante Joaquín Ramírez, siendo el sargento Antonio Frutos su primer director.
Su primera salida procesional en la Semana Santa malagueña fue en el año 1920. Entre los años 1931 y 1935 a consecuencia del periodo de la Segunda República, la banda se disuelve.

## Repertorio
Su repertorio está compuesto por marchas de corte clásico, muchas de ellas creadas por el maestro Alberto Escamez exclusivamente para ella, entre las que destacan: "La Expiración", "Cristo de la Sangre", "Cristo del Amor", "Virgen de la Paloma", etc.
- "La Expiración" (1926)
- "Virgen de los Dolores" (1926)
- "El Santísimo Cristo de la Sangre" (1928)
- "Nuestra Señora de Consolación y Lágrimas" (1929)
- "Virgen de la Paz" (1940)
- "Ntra. Sra. de la Caridad" (1944)
- "El Cristo del Rescate" (1951)
- "La Virgen de la Esperanza" (1952)
- "Cristo del Amor"
- "El Ángel"
- "Evocación"
- "Jesús El Rico"
- "La Dolorosa"
- "La Milagrosa"
- "La Pilarica"
- "La Virgen Llora"
- "Piedad"
- "Prendimiento"
- "Soleá"
- "Virgen de la Paloma"
- "Virgen de las Penas"
- "Virgen de Linarejos"
- "Virgen del Mayor Dolor"
- "Cristo viejo"
- "Pobre Zaragoza"
- "Rocío"
- "Amargura"
- "Cautivo".[2]

Por otro lado, cabe resaltar las contribuciones musicales del compositor Pascual Zueco Ramos, destacando algunas de su autoría más interpretadas tales como: "Soledad de San Pablo", "La Esperanza", "Ntro. Padre Jesús el Cautivo" o "Penitencia".

## Cofradías y hermandades a las que acompaña
En la Semana Santa de Málaga acompaña a las corporaciones de Prendimiento, Cautivo, Humillación, Sangre, Misericordia y Traslado. La mañana del Viernes Santo acompañan a la Hermandad de Jesús Nazareno de Campillos.
Conociéndosela popularmente como los Bomberos.

## Uniforme
Los integrantes van ataviados con pantalón y chaqueta azul marino, llevando esta última una especie de peto blanco. En la cabeza llevan el popular y característico casco con plumeros blancos.

## Discografía
- Marchas procesionales (1975)
- Semana Santa en Andalucía (1985)
- 80 años de historia (1998)
- Centenario (2011)